# Typcertifiering
En typcertifiering av en luftfartygstyp är den process som leder till typgodkännande av typen ifråga. Typgodkännandet görs officiellt genom ett typcertifikat.
Civila luftfartyg som serietillverkas för att kunna användas över hela världen måste typcertifieras och slutligen typgodkännans av en flygsäkerhetsmyndighet. I Europa är sedan 2003 Europeiska byrån för luftfartssäkerhet, EASA, den myndighet som granskar och typgodkänner alla luftfartyg. Tidigare hade JAA en liknande funktion, dock hade JAA inte någon juridisk status, varför alla berörda länder utfärdade egna typcertifikat. I USA granskas och godkänns alla luftfartyg som skall typgodkännas av Federal Aviation Administration, FAA.
Se vidare Typcertifikat och Certifiering av luftfartyg.